# Psilozona lukinsi
Psilozona lukinsi là một loài ruồi trong họ Asilidae. Psilozona lukinsi được Paramonov miêu tả năm 1966. Loài này phân bố ở miền Australasia.